# Бушляк

Бушляк е малък язовир в Западна България. Намира се между град Батановци и селата Копаница и Лесковец. Изграден е през 1974 година главно, за да снабдява с вода Държавния металургичен завод „Ленин“ в Перник. Захранван е чрез канал от яз. „Пчелина“.